# الملتقى القطري للمؤلفين
الملتقى القطري للمؤلفين هو هيئة ثقافية تابعة لوزارة الثقافة والرياضة، وتهدف للارتقاء بالمستوى الثقافي للمؤلفين، ونشر إنتاج الأعضاء في الكتب والدوريات، وتشجيع ترجمة الجيد منها إلى اللغات العالمية، وتوثيق العلاقات بين المؤلفين والاتحادات العربية والعالمية للكتاب والأدباء، وتوطيد العلاقات بين المؤلفين وتنسيق جهودهم، ورعاية المواهب الأدبية وصقل قدراتها وتطويرها، وتنشيط الحركة الثقافية وتنسيق الجهود والمواقف مع الجمعيات والاتحادات المهنية والثقافية الموجودة في الدولة تجاه القضايا الوطنية القومية.

## وصلات خارجية
- موقع وزارة الثقافة والرياضة قطر